# پلینگن
پلینگن (به آلمانی: Pellingen) یک شهر در آلمان است که در تریر-زاربورگ واقع شده‌است. پلینگن ۹۸۹ نفر جمعیت دارد.